# 防犯のうた (かとうれい子の曲)
「防犯のうた」（ぼうはんのうた）は、2009年3月に発表されたかとうれい子の楽曲。

## 解説
- 神奈川県警大船警察署・大船防犯連合協会からの依頼により防犯キャンペーンソングとして発表[1]。
- 「オレオレモシモシ」で始まる歌詞は、1番が振り込め詐欺、2番が空き巣、3番は自転車泥棒とひったくりがテーマとなっており、毎日新聞は同曲を「少々演歌っぽくて明るい曲調の楽曲」と評している[2]。
- シングル未発売であるがiTunes Store上で試聴およびダウンロードが可能（2014年3月2日現在）[3]。